# Kenny Williams
Pour les articles homonymes, voir Williams.
Kenneth « Kenny » Ray Williams (né le 9 juin 1969 à Elizabeth City, Caroline du Nord) est un joueur américain de basket-ball.

## Biographie
Williams, ailier de 2,05 m, est l'un des meilleurs joueurs de sa génération au lycée. Il est nommé meilleur joueur de l'État de Caroline du Nord en 1988. Il est nommé dans la "first-team USA Today" (aux côtés d'autres joueurs tels Shawn Kemp et Stanley Roberts).
Williams est alors recruté par l'université de Caroline du Nord, mais ne se voit pas offrir de bourse de scolarité à cause de son échec à obtenir son diplômé à sa sortie du lycée. Il se rend alors au Barton County Community College dans le comté de Barton, Kansas.
En 1989-1990, Williams part à l'université d'État d'Elizabeth City (où il ne joue pas au basket-ball) et se retrouve sélectionné au 2e tour de la draft 1990 par les Pacers de l'Indiana (46e rang).
Williams joue pour quatre saisons pour les Pacers, de 1990 à 1994. Il inscrit en moyenne dans sa carrière 4,8 points et 2,7 rebonds en 260 matchs. Il participe également au Slam Dunk Contest du NBA All-Star Game 1991.
À la suite de sa carrière NBA, Williams rejoint l'Europe, jouant dans différents pays : l'ASVEL Villeurbanne (1995-1996), Libertas Forlì (1996-1997), Hapoël Jérusalem (1997-2000, 2001), Troy Pilsener Izmir (2000, retournant à l'Hapoël peu après), Bnei Hasharon (2001-2002), Maccabi Ironi Ramat Gan (2003-2004), Hapoël Tel-Aviv (2004-2005) et au Maccabi Giv'at Shmuel (2005-2006).
En 2001, Williams est impliqué dans une affaire de passeports. Il tente d'utiliser un faux passeport tchèque et est accusé de détournement de fonds.